# Lanzadera (Star Trek)
La lanzadera es una nave ficticia de la franquicia de ciencia ficción Star Trek, ideados para viajes espaciales de corta duración, como los transbordos entre naves espaciales, o de superficies planetarias a órbita espacial. También conocidos como transbordadores, su aparición televisiva fue muy anterior al desarrollo del transbordador espacial del mundo real.
Antes de Star Trek, las películas y series televisivas de ciencia ficción, como Planeta Prohibido, asumían que una nave espacial de largo alcance y gran tamaño podría aterrizar directamente en los planetas. Sin embargo, la premisa original de Gene Roddenberry indicaba que la nave espacial Enterprise rara vez aterriza, del mismo modo que los grandes barcos de exploración pocas veces podían atracar en la costa. Como los efectos especiales de la época hacían muy difícil mostrar el aterrizaje de una nave espacial gigante cada semana, ese "rara vez" pasó a ser rápidamente "nunca". Tratamientos de la serie fechados en marzo de 1964, mencionan un "pequeño cohete lanzadera", pero éste era demasiado caro de construir para los primeros episodios. Así que durante la mayor parte de la serie, el teletransportador o transportador era el medio para trasladar a los  personajes dentro y fuera de la nave.
Durante el primer año de Star Trek: La Serie Original, se advirtió la necesidad de vehículos lanzaderas. Utilizadas para transportar personal, suministros e instrumental de reconocimiento, las lanzaderas cubrían la misma necesidad que las lanchas o los botes en un barco de la armada. También eran utilizadas por bases estelares. Para los guionistas de televisión cumplían la función dramática de poner a los personajes en una nave de pequeño tamaño que podía perderse. Aunque los transbordadores eran caros de construir, finalmente se han terminado usando en todas las series de Star Trek . Los diseños de los transbordadores a menudo se compartían en diferentes series, por ejemplo: la lanzadera de clase Danubio que aparece frecuentemente en Star Trek: Espacio Profundo Nueve, también apareció en Star Trek: La Nueva Generación.

## Star Trek: La serie original
El diseñador de producción Matt Jefferies imaginó inicialmente un transbordador elegante y aerodinámico, basado en su experiencia como piloto. La forma curva resultó demasiado cara de construir para los primeros episodios. La empresa de maquetas AMT se ofreció a construir un transbordador a tamaño real, sin costo alguno, a cambio de los derechos para comercializar un kit para maquetas. El diseño final del modelo de la lanzadera, de Gene Winfield, mide 7,2 metros (24 pies) de largo y pesa una tonelada, tiene un casco de madera contrachapada y fue construido en dos meses por un equipo de 12 personas. Para filmar escenas interiores, ya que la maqueta era demasiado pequeña para filmar, se construyó en decorado aparte. Su forma utilitaria, en forma de caja, se convirtió en el diseño base para todas lanzaderas del universo Star Trek. El transbordador Galileo, llamado así por Galileo Galilei, apareció por primera vez en "El Galileo Siete". Su matrícula es NCC-1701/7 y puede transportar una tripulación de siete personas. Cuando la Galileo y su tripulación desaparecen en el episodio, se lanza una segunda lanzadera, llamada Columbus .
Una vez establecida existencia de la lanzadera, estas se utilizaron en el metraje de episodios como "La Colección de Fieras", "La Máquina del Juicio Final", " Viaje a Babel", "Metamorfosis", "El Síndrome de Inmunidad" y "El Camino a Eden", a menudo reutilizando las mismas filmaciones de la maqueta. En este último episodio, la maqueta de tamaño completo lucía el nombre de Galileo II, dando así por hecho que el transbordador original se perdió durante "El Galileo Siete". Durante "La Gloria de Omega", se menciona que el USS Exeter, una nave estelar de la misma clase que el Enterprise, transporta cuatro lanzaderas.
La lanzadera Galileo (un accesorio de utillería de tamaño real) no fue desmantelada, sino que pasó por las manos de varios dueños. La maqueta de 1966 se vendió en una subasta por 70.150 dólares en verano de 2012. El nuevo propietario, Adam Schneider, un coleccionista de artículos de Star Trek aparecidos en pantalla, invirtió nueve meses en restaurar la Galileo en Atlantic Highlands, Nueva Jersey . A continuación, fue donada al museo del Centro Espacial Lyndon B. Johnson de la NASA en Houston.  La lanzadera Galileo fue presentada formalmente en el Centro Espacial de Houston el 31 de julio de 2013. En 2014, el accesorio se usó una vez más en una producción cinematográfica, apareciendo en una escena del episodio " Fairest of Them All " de Star Trek Continues, una serie hecha por fans.

## Star Trek: La serie animada
Libre de las limitaciones de lo que se podía construir físicamente, Star Trek: La Serie Animada mostró al público más variedad de naves espaciales. Una lanzadera más grande, luciendo un morro alargado, similar al del caza ala-X de Star Wars, apareció en " El Arma Slaver ". El episodio " La pasión de Mudd " presentó un diseño de lanzadera diferente. " El Elemento de Ambar Gris " mostró una "lanzadera acuática", capaz de aterrizar en un planeta cubierto de agua y sumergirse. El punto de vista más ambicioso de esta serie animada de Filmation fue un anticipo de lo que algún día sería posible gracias a los gráficos generados por ordenador.

## Películas deStar Trek
Dotada de mayor presupuesto, Star Trek: La Película ofreció una mayor variedad de vehículos tipo lanzadera operando cerca de la Tierra. Aunque el transportador casi siempre está disponible, las lanzaderas proporcionaron una forma dramática para que los personajes se acercasen a la Enterprise. Una lanzadera de transporte de pasajeros lleva al almirante James T. Kirk a San Francisco. Luego, Kirk viaja desde una estación espacial en la órbita terrestre hasta la Enterprise en un "módulo de traslados" en forma de barril. Spock atraca en la Enterprise en una lanzadera que lleva el nombre del filósofo vulcano Surak, equipada con un patín con góndolas de curvatura que puede separarse del módulo de pasajeros. El mate pintado para representar la plataforma de carga muestra que el Enterprise actualizado transporta lanzaderas similares a la Surak, pero sin el patín con motor de curvatura, lo que indica que es un diseño de transbordador estándar.
Star Trek II: La ira de Khan, la siguiente película de la serie, se hizo con un presupuesto mucho menor. El metraje de la llegada de Kirk en un módulo de traslados se recicló de Star Trek: La Película. En Star Trek III: En busca de Spock, las lanzaderas aparecían como elementos de fondo en el muelle espacial. Al final de Star Trek IV: Misión: Salvar la Tierra, los transbordadores de pasajeros aparecen tanto en el muelle espacial, como rescatando al personal de la Flota Estelar de la Bahía de San Francisco . Al final de la película, se ve nuevamente un módulo de traslados que transporta a Kirk y a la tripulación al Enterprise .
Star Trek V: La Última Frontera mostró muchas escenas con una lanzadera actualizada, también bautizada como Galileo. El diseño era similar en tamaño y forma a la lanzadera de la serie original, con góndolas de curvatura puestas al día y una gran escotilla de acoplamiento en su popa. La maqueta de la lanzadera y la cubierta de vuelo fueron construidos por Greg Jein . También se construyó una versión de la lanzadera a tamaño real, atracada en un decorado de gran tamaño que representaba la cubierta del hangar de la Enterprise.
Star Trek VI: Aquel país desconocido contenía una escena con un "transbordador de espaciopuerto". La maqueta fue posteriormente modificada para aparecer como el USS Jenolan en el episodio " Reliquias " de Star Trek: La Nueva Generación.
En lo referido a las películas con el elenco de La Nueva Generación, Star Trek Generations muestra varias lanzaderas que se usan para la evacuación de la Enterprise cuando esta se estrella. Star Trek: Insurrección contaba con un nuevo diseño de lanzadera y un yate para el capitán. Star Trek Némesis presentó al Argo, un transbordador diseñado para transportar un vehículo todoterreno terrestre, alojado en un compartimento de popa.

## Star Trek: La Nueva Generación
La USS Enterprise (NCC-1701-D) de Star Trek: La Nueva Generación fue diseñada con una forma muy curva y entallada. El diseñador Andrew Probert, como hizo Matt Jefferies antes que él, diseñó una lanzadera con formas aerodinámicas. Pueden verse imágenes con maquetas luciendo este diseño en episodios como " Mayoría de edad ", " El niño " y " Selección antinatural ". Conocida como lanzadera de Tipo 7, tenía una longitud teórica de 8,5 metros. Como pasó en la serie original, La Nueva Generación no disponía de recursos suficientes para poder construir una lanzadera de formas tan complejas a escala real.
El guion del episodio "A contrarreloj " requería una lanzadera a escala real, por la que la tripulación pudiera caminar y realizar exámenes. Ese episodio introdujo la lanzadera Tipo 15, una nave pequeña, de sólo 3,6 metros de eslora. Versiones modificadas de este transbordador aparecieron en episodios posteriores como "El Juguete Más Preciado".
Durante la temporada 1991-92, la maqueta a tamaño real de la lanzadera construida para Star Trek V: La Última Frontera estaba disponible para la serie de televisión. Se modificó con ventanas y góndolas más grandes para reflejar la tecnología de La Nueva Generación. Esta lanzadera Tipo 6 apareció por primera vez en " Darmok " y se vio en episodios posteriores como " Reliquias ". La lanzadera Tipo 6 tenía 6,0 metros de eslora. Las siguientes series Star Trek: Espacio Profundo Nueve y Star Trek: Voyager transcurren en el mismo período de tiempo, el siglo XXIV, compartiendo muchos elementos de vestuario y utilería.

## Star Trek: Espacio Profundo Nueve
Como la estación espacial en la que transcurre Star Trek: Espacio Profundo Nueve rara vez se movía, era necesario equiparla de algún tipo de nave auxiliar. Así, el primer episodio presentó a las runabouts, vehículos equivalentes en el universo de Star Trek a las lanchas rápidas del mismo nombre. Equipadas para misiones largas, con motor de curvatura y transportador, la runabout era descrita como una pequeña nave estelar. Con su forma de caja, morro cincelado y góndolas que también servían como patines de aterrizaje, la runabout parecía una evolución de lanzaderas anteriores. El diseño se inspiró inicialmente en el transbordador espacial de Star Trek VI: Aquel País Desconocido. Una runabout también apareció en el episodio de La Nueva Generación " Marco de Tiempo ".
En "La Búsqueda", el primer episodio de la tercera temporada, se presentó a la nave estelar USS Defiant . La Defiant asumió algunas de las funciones de defensa y exploración que antes ocupaban las runabout. La nueva astronave necesitaba sus propias lanzaderas y en ese mismo episodio se veía un pequeño transbordador Tipo 18. Otro diseño de lanzadera, el Tipo 10, se vio a bordo de la Defiant en episodios posteriores. La nueva lanzadera de la Defiant se introdujo hacia el final de la sexta temporada, en " El Dulce Sonido De Su Voz " (10 de junio de 1998 / S6E25).

## Star Trek: Voyager
Aunque la nave espacial USS Voyager era capaz de aterrizajes planetarios, las lanzaderas siguieron usándose la mayor parte del tiempo. Posiblemente debido a razones presupuestarias, Star Trek: Voyager empezó utilizando la lanzadera Tipo 6 vista por primera vez en Star Trek V: The Final Frontier y adaptada para Star Trek: La Nueva Generación . Las imágenes generadas por ordenador estuvieron disponibles durante las siete temporadas de la serie, lo que redujo el costo de presentar en pantalla diferentes diseños de naves espaciales. Así una elegante lanzadera de Clase 2 se vio por primera vez en " Momento Crítico".
A lo largo del retorno de la Voyager a la Tierra, se van perdiendo una gran cantidad de lanzaderas, lo que finalmente hizo necesaria una nueva nave espacial auxiliar. El Volador Delta se introdujo en el episodio "Riesgo extremo". Equipado con motor de curvatura y mejoras tecnológicas obtenidas del Colectivo Borg, el Volador Delta tenía más capacidades que las lanzaderas reglamentarias a las que reemplazaba. Al igual que la lanzadera acuática que apareció en La Serie Animada, el Volador Delta podría sumergirse y viajar por el agua.
Una de las lanzaderas de la Voyager, el Aeroshuttle, estaba integrada en el casco, en la sección del platillo y, aunque nunca se llegó a usar, el equipo de producción elaboró algunas imágenes de prueba de efectos especiales, en las que ésta se desacoplaba del casco. El Aeroshuttle de la Voyager fue diseñado como una nave con capacidad de curvatura que también podría volar en atmósferas; el metraje fue realizado por los líderes del equipo de efectos especiales digitales: Rob Bonchune y Adam Lebowitz, junto con el productor de efectos visuales Dan Curry. También se desarrollaron otros dos vehículos, la Manta y la Cochrane, pero la Manta tampoco llegó a usarse. La lanzadera Cochrane, sin embargo, era usada por Tom Paris en "Momento Crítico", con la intención de romper la barrera transcurvatura, un límite ficticio de velocidades más rápidas que la luz.

## Star Trek: Enterprise
Como Star Trek: Enterprise está situada en una etapa temprana de la historia de Star Trek, el teletransportador es un dispositivo relativamente novedoso y, por tanto, poco utilizado. Así el primer episodio presentaba un modelo de lanzadera con alas, de las cuales dos eran transportadas en la bodega de hangares de  de la Enterprise NX-01. Aunque las imágenes del espacio de las lanzaderas eran generadas digitalmente, se construyó una maqueta a tamaño real para escenas con actores. Como la tripulación del Enterprise NX-01 todavía se estaba acostumbrando al transportador, las lanzaderas fueron el principal medio de transporte, desde y hacia la nave, durante las cuatro temporadas.
La Enterprise NX-01 también mostraba módulos de inspección en unos pocos episodios. Estas cápsulas son para usarse exclusivamente en el espacio y no podían aterrizar en un astro dotado de atmósfera, pero tenían mejor visibilidad que cualquier otra nave. Su utilidad principal era la de examinar el exterior de las naves estelares para labores de mantenimiento y reparaciones.

## Transbordadores espaciales reales
En parte gracias a Star Trek, el término transbordador o lanzadera espacial se ha incorporado definitivamente en el vocabulario de la Tierra para definir a un vehículo capaz de hacer el viaje de ida y vuelta entre una superficie planetaria y el espacio. En la década de 1950, Wernher Von Braun concibió una nave espacial alada reutilizable, denominada cohete transbordador. Los planes para construir dichos vehículos fueron denominados "DC-3" por el diseñador de vehículos espaciales Maxime Faget y rebautizados como Vehículo de Lanzamiento y Reentrada Integrados (ILRV en sus siglas en inglés) por la NASA. A fines de la década de 1960, mientras se emitía en televisión Star Trek: La Serie Original, estos conceptos pasaron a denominarse Transbordador Espacial . En un discurso pronunciado ante la Sociedad Interplanetaria Británica en agosto de 1968, George Mueller, jefe de la Oficina de Vuelos Espaciales Tripulados de la NASA, mencionó la necesidad de un transbordador o lanzadera espacial. Este fue el primer uso oficial conocido del término.
El ingeniero aeroespacial Maxwell Hunter, entre otros usaba con normalidad el término "lanzadera" durante los años correspondientes a las fechas de emisión de Star Trek . En 1969, el término "transbordador espacial" había reemplazado a las siglas ILRV. En abril de 1969, se formó un Grupo de Trabajo del Transbordador Espacial dentro de la NASA. Mientras que el penúltimo episodio de Star Trek (el último en emitirse de manera regular), había sido emitido un mes antes, el 14 de marzo de 1969. El 5 de enero de 1972, el presidente Richard Nixon anunció formalmente la construcción de la lanzadera espacial, dando permanencia a ese nombre.
En febrero de 1977, el vehículo de prueba OV-101 comenzó sus pruebas de planeo. El OV-101 fue bautizado como el transbordador espacial Enterprise después de una campaña de envío masivo de cartas promovida por los fans de Star Trek . Al igual que el transbordador de Star Trek: la serie original, los orbitadores del transbordador espacial se utilizaron indistintamente para transportar tripulación, suministros o cargas útiles de exploración. Realizando misiones orbitales de 1981 a 2011, el transbordador espacial se convirtió en un símbolo de la presencia de la humanidad en el espacio.